# Keinbach
Der Keinbach ist ein etwas unter zwei Kilometer langer, westsüdwestlicher und linker Zufluss des Talbachs im baden-württembergischen Zollernalbkreis.

## Geographie

### Verlauf
Der Keinbach entspringt auf etwa 596 m ü. NHN am Ostrand des nördlichen Binsdorf an der Hölderlinstraße und fließt von dort zunächst nach Südosten und dann Osten. Nachdem von Südwesten her der nahe dem Ortskern von Binsdorf entstandene Stadtbach zugeflossen ist, läuft der Keinbach selbst nordostwärts. Auf dem weiteren Lauf durch sein strukturreiches, mehr und mehr eingetieftes Wiesental fließt er meist unter bewaldeten Hängen. Am Unterlauf mündet aus einer Geländemulde nach dem linken Waldhang Rebweinberg von Nordwesten her ein wie der Stadtbach etwa 0,4 km langer Waldbach, der unterhalb des Parkplatzes an der Geisinger Loretokapelle entsteht. Schließlich passiert der Keinbach eine Kläranlage rechts vor dem rechten Talsporn, unterquert dort die K 7121 Erlaheim–Gruol und mündet dann auf etwa 506 m ü. NHN von links in den Talbach, der dort schon etwa nordwärts fließt und einen Viertelkilometer abwärts die Keinbachmühle passiert.
Der Keinbach mündet nach einem 1,7 km langen Weg mit mittleren Sohlgefälle von rund 52 ‰ etwa 90 Höhenmeter unterhalb seines Ursprungs.

### Einzugsgebiet
Das Einzugsgebiet ist etwa 1,8 km² groß und gehört zum Naturraum des Mittleren Teiles des Vorlandes der westlichen Schwäbischen Alb, größtenteils zu dessen Unterraum Keuperrandhügel des Kleinen Heubergs, mit einem schmalen Höhenrückenzug im Süden um die Talmulde zum Unterraum Kleiner Heuberg selbst. Der höchste Punkt liegt an der Nordspitze des Einzugsgebietes auf der Kuppe des Loretobergs mit der Loretokapelle und erreicht 609,6 m ü. NHN.
Auf seinem Lauf durchfließt der Bach die Knollenmergel der Trossingen-Formation, den Sandstein der Löwenstein-Formation und die Tone der Steigerwald-Formation des Mittelkeupers.
Das gesamte Gebiet gehört zur Stadtteilgemarkung Binsdorf der Stadt Geislingen.
| Zuläufe und Bauwerke \| Keinbach \| Keinbach \| Keinbach \| \| ---------- \| -------- \| -------- \| \| Legende \| \| \| \| \| \| \| \| \| \| \| \| Stadtbach \| \| \| \| \| \| \| \| \| \| \| \| Kläranlage \| \| \| \| K7121 \| \| K7121 \| \| Talbach \| \| \| |  |       |
| Keinbach |  |       |
| Legende |  |       |
| |  |       |
| |  |       |
| Stadtbach |  |       |
| |  |       |
| |  |       |
| Kläranlage |  |       |
| K7121 |  | K7121 |
| Talbach |  |       |

## Naturschutz und Schutzgebiete
Das Keinbachtal ist Teil des FFH-Gebiets Gebiete zwischen Bisingen, Haigerloch und Rosenfeld. Laut Managementplan ist er Lebensraum des besonders geschützten Steinkrebses.

### LUBW
Amtliche Online-Gewässerkarte mit passendem Ausschnitt und den hier benutzten Layern: Lauf und Einzugsgebiet der Keinbach

Allgemeiner Einstieg ohne Voreinstellungen und Layer: Daten- und Kartendienst der Landesanstalt für Umwelt Baden-Württemberg (LUBW) (Hinweise)
1. 1 2  Höhe nach dem Höhenlinienbild auf dem Hintergrundlayer Topographische Karte.
2. ↑  Länge nach dem Layer Gewässernetz (AWGN).
3. ↑  Einzugsgebiet abgemessen auf dem Hintergrundlayer Topographische Karte.
4. ↑  Höhe nach grauer Beschriftung auf dem Hintergrundlayer Topographische Karte.
5. ↑  Schutzgebiete nach den einschlägigen Layern, Natur teilweise nach dem Layer Biotop.

### Andere Nachweise
1. ↑  Friedrich Huttenlocher: Geographische Landesaufnahme: Die naturräumlichen Einheiten auf Blatt 178 Sigmaringen. Bundesanstalt für Landeskunde, Bad Godesberg 1959. → Online-Karte (PDF; 4,3 MB)